# Tschonhar (Halbinsel)
Tschonhar (ukrainisch Чонгар; russisch Чонгар Tschongar) ist eine bewohnte, ukrainische Halbinsel im Asowschen Meer.
Die Halbinsel ist von strategischer Bedeutung, da sie, neben der Arabat-Nehrung und der Landenge von Perekop, eine Verbindung zur Krim herstellt.

## Geographie

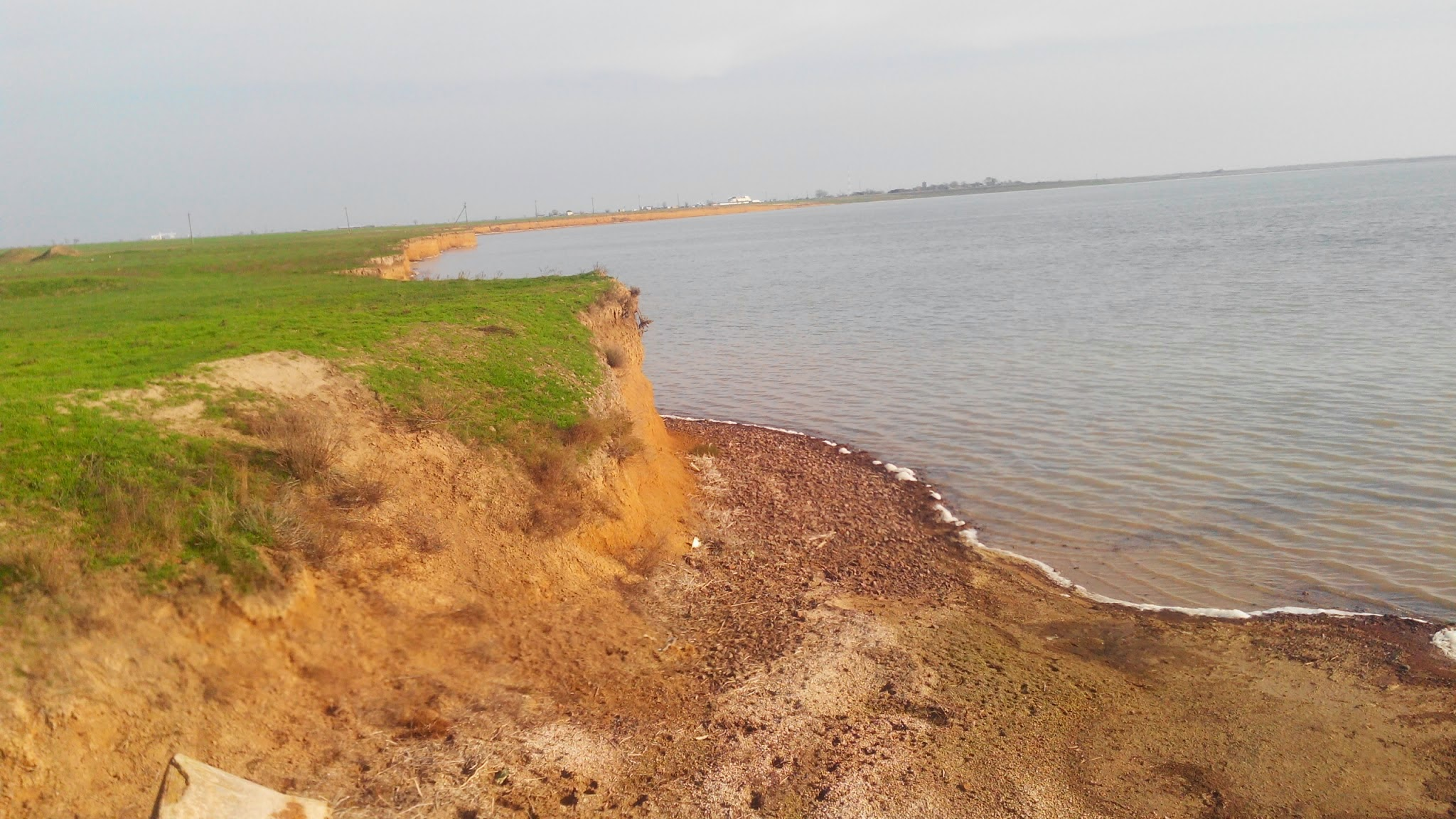
Nationalpark Asow-Sywasch auf Tschonhar

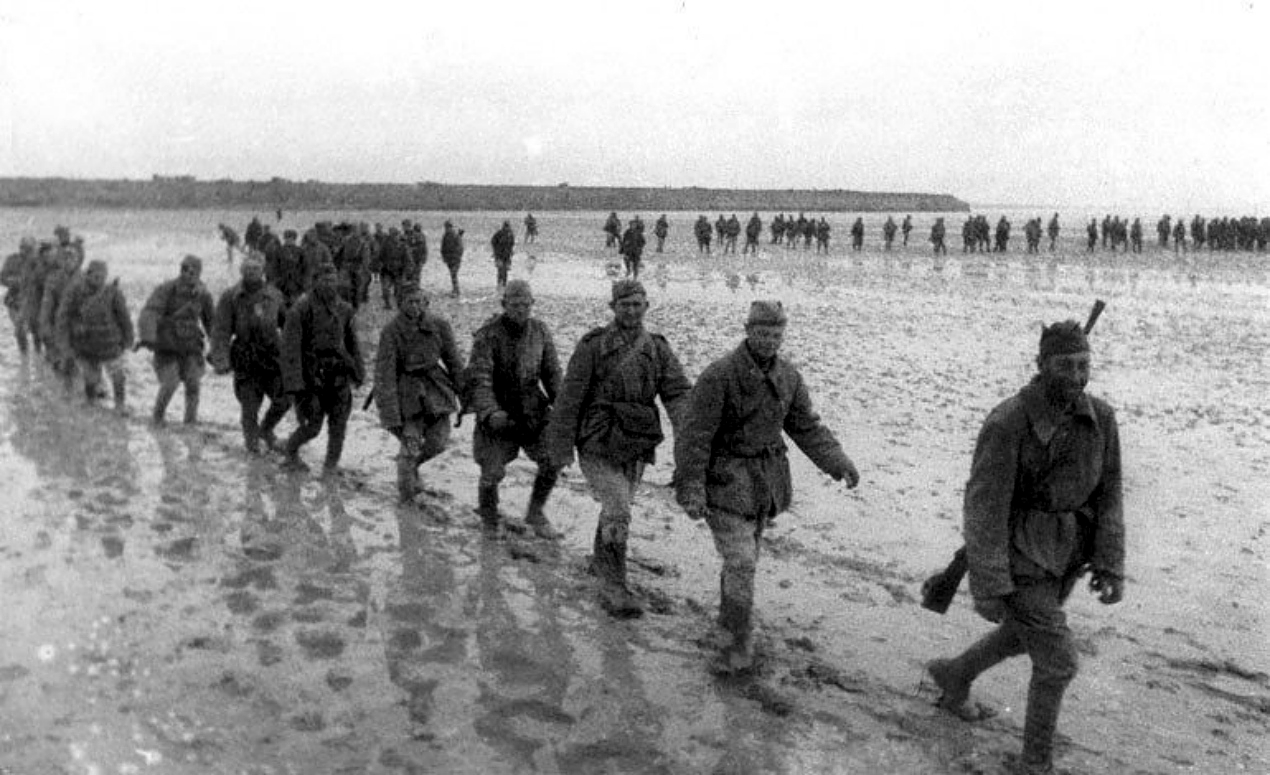
Rotarmisten im Sywasch 1943

Die Halbinsel liegt im nördlichen Sywasch, einem großflächigen System flacher Buchten des Asowschen Meeres zwischen der Halbinsel Krim und dem ukrainischen Festland. Sie trennt den Sywasch in einen östlichen und einen westlichen Teil. Im Norden ist die Halbinsel mit dem ukrainischen Festland verbunden, im Süden ist sie durch die Tschonharska-Straße (Чонгарська протока) von der Krim getrennt. Die Tschonhar-Halbinsel gehört administrativ zum Rajon Henitschesk in der Oblast Cherson.
Auf der Halbinsel liegen sechs Dörfer und zwei Siedlungen. Neben dem größten Dorf Tschonhar mit etwa 1400 Einwohnern sind dies Ataman ⊙, Mykolajiwka ⊙, Nowyj Trud ⊙, Popiwka ⊙ und Tschernihiwka ⊙ sowie die zwei Siedlungen Sywasch ⊙ und Salisnytschne ⊙, die zur Landratsgemeinde Tschonhar mit einer Gesamtfläche von 409,125 km² und etwa 3100 Einwohnern zusammengefasst sind. Über die Halbinsel verläuft die Bahnstrecke Sewastopol–Charkiw und die Fernstraße M 18/E 105, welche die Festlandsukraine mit der Krim verbinden.

## Geschichte
Die Bahnstrecke über die Halbinsel wurde in den 1870er Jahren erbaut.
1920 gelang es der Roten Armee im Russischen Bürgerkrieg, ebenso wie während des Zweiten Weltkrieges im November 1943, über Tschonhar auf die Krim vorzudringen.

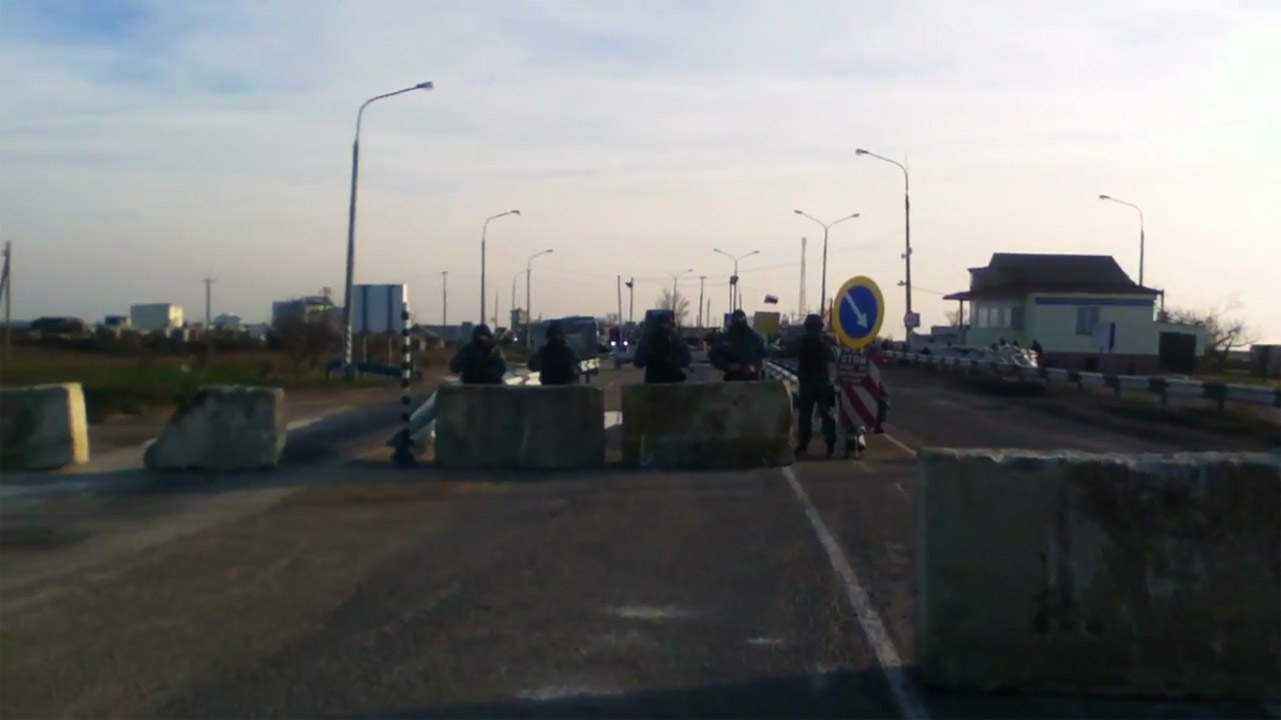
Russischer Checkpoint auf Tschonhar im März 2014

Im Zuge der Annexion der Krim drangen Soldaten im März 2014 von der Krim her auf die Halbinsel vor und errichteten unter Waffeneinsatz einen Kontrollpunkt. Im Dezember 2014 zog sich das russische Militär vom Gebiet der Halbinsel auf die Krim zurück.
Bei Ataman wurden in der Nacht zum 22. November 2015 Strommasten gesprengt, über die die Stromversorgung mit Krim verlief, sodass auf der Krim der Notstand ausgerufen werden musste.